# بغای
بغای (به عربی: بغای) یک شهرداری در الجزایر است که در استان خنشله واقع شده‌است. بغای ۶٬۶۷۶ نفر جمعیت دارد.